# King K. Rool
King K. Rool (キングクルール, Kingu Kurūru) ou somente K. Rool é o vilão principal da série de jogos Donkey Kong. É um poderoso Kremling e líder da organização Korja Kremling totalmente obcecado por poder. Atua na maioria dos jogos usando disfarces diferentes tais como Kapitão K. Rool, Barão K. Rooleinstein e Rei Krusha K. Rool.

## Aparência
King K. Rool é um Kritter obeso de pele esverdeada, barriga amarela, braços musculosos, olhos vermelhos, uma conjuntivite no olho esquerdo devido a loucura e usa uma armadura frontal dourada. Usa uma coroa na cabeça, uma capa vermelha e dois braceletes dourados nos punhos. Em Mario Super Sluggers seu vestuário é alterado usando um colar vermelho no pescoço no lugar da capa e uma sunga branca continuando com sua coroa e seus braceletes.

### Vestes
- Kapitão K. Rool: Aparece em Donkey Kong Country 2: Diddy's Kong Quest. Um capitão pirata que usa um chapéu negro, veste uma jaqueta vinho e possui um cinto com uma fivela de caveira prateada.
- Barão K. Rooleinstein: Aparece em Donkey Kong Country 3: Dixie Kong's Double Trouble!. Um cientista louco que veste um jaleco branco de cientista com canetas nos bolsos, usa luvas de borrachas negras, possui uma peruca e usa um suspensórios com fivela de caveira bronzeada.
- Rei Krusha K. Rool: Aparece em Donkey Kong 64. Um lutador de boxe que veste uma roupa de malha azul com um cinto dourado, usa luvas de boxe enorme, sapatos rosados (um com furo) e sua velha coroa na cabeça.

## História

### Antes dos jogos
De acordo com os guias de estratégia do segundo jogo e a resposta de Gregg Mayles, K. Rool foi pirata de um galeão que afundou no porto da Ilha dos Crocodilos durante a época dos Kremlings Degoladores (Kremling Kuthroats). Primeiro ele formou seu próprio grupo pirata fundando a Tripulação Kremling como capitão pirata, mas também expandiu sua autoridade na sua ilha toda estabelecendo sua residência no topo da mesma e um parque de diversões para seus capangas. Famoso por ser completamente autoritário, K. Rool maltrata seus capangas  e desperdiçou todos os recursos naturais da própria ilha.

### Canônico
O vilão manda metade de seu exercito roubar a reserva de bananas no primeiro jogo, sequestra DK em seu reinado pra extorquir a reserva no segundo jogo, cria o KAOS pra dominar o mundo no terceiro jogo, tenta destruir a Ilha Kong com o Disparomático (Blast-O-Matc) em Donkey Kong 64, rouba as medalhas do festival no DK: King of Swing e rouba todas as bananas de cristais de Xananab pra dominar o universo em DK: Jungle Climber. Mas todos seus planos foram frustrados por Donkey Kong e seus amigos.

### Spin-Off
K. Rool foi contratado pelo próprio Cranky pra roubar a Reserva de Bananas, continuou com o mesmo plano de sequestrar o DK e participa do concurso de encontrar o mundo perdido nos 3 jogos de Donkey Kong Land. K. Rool se torna o alvo correto e dançarino em Donkey Konga. Nos jogos de corrida, K. Rool é o ultimo do time Kremling em Donkey Kong Pilot e contraponto de Cranky em Donkey Kong Barrel Blast.

### Outras Franquias
K. Rool junto com seus capangas Kritters aparece no Mario Super Sluggers como adversário na fase DK Jungle e tambem como um personagem jogável quando é vencido. Na maioria das vezes K. Rool aparecia apenas como trofeu nos jogos de Super Smash Bros., mas aparece como personagem jogável em Super Smash Bros. Ultimate onde usa seus acessórios nos jogos anteriores

## Aparições
- Donkey Kong Country
- Donkey Kong Land
- Donkey Kong Country 2: Diddy's Kong Quest
- Donkey Kong Land 2
- Donkey Kong Country 3: Dixie Kong's Double Trouble!
- Donkey Kong Land III
- Donkey Kong 64
- DK: King of Swing
- Donkey Kong Barrel Blast
- DK: Jungle Climber
- Mario Super Sluggers
- Super Smash Bros. Ultimate

## Triva
- O nome é o trocadilho da palavra Cruel por causa de seus atos.
- A terceira nomenclatura e característica do personagem é referencia ao Barão Frankenstein em que este criou seu monstro.
- O personagem considerado um dos vilões mais famosos da Nintendo junto de Bowser e Ganondorf.
- No seu trofeu em Super Smash Bros. Brawl, foi escrito erradamente que Kapitão K. Rool é seu irmão.